# Линецкий, Александр Васильевич
Александр Васильевич Линецкий  (23 марта 1884, Одесса, Херсонская губерния — 30 ноября 1953, Харьков) — украинский советский архитектор.

## Биография

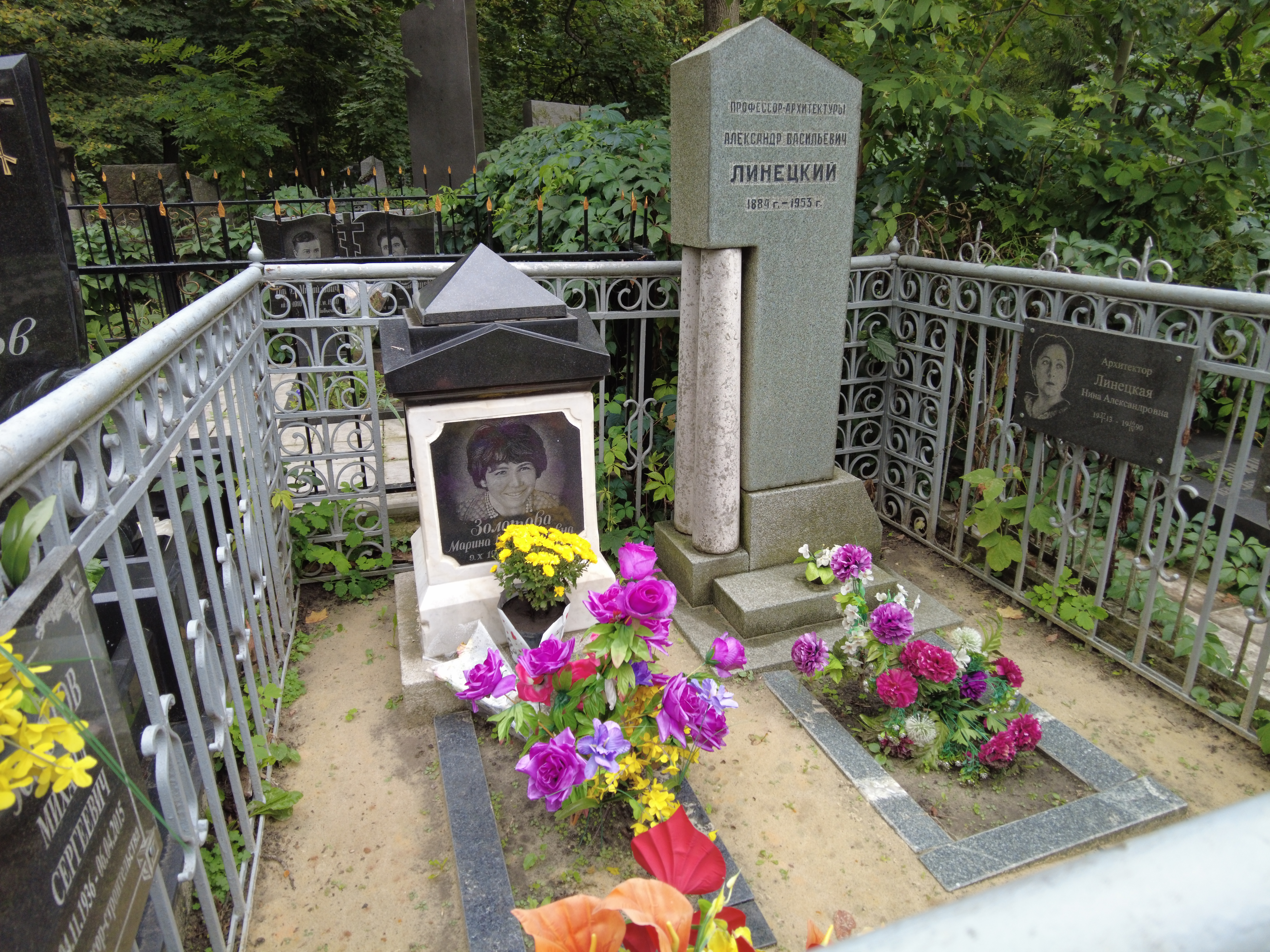
Могила А. В. Линецкого

Родился в семье еврейского писателя Ицхока Иоэля Линецкого. Будучи
взрослым, он сменил имя и отчество.
Учился в I-й казенной гимназии в Каменце-Подольском. Работал в Красноярске (1907—1913 гг.), Ачинске (1908—1913 гг.), Омске (1914—1921 гг.), Харькове (1922—1933 и 1938—1947 гг.), в Киеве (1936—1938 гг.) и в 1938—1947 гг.
Скончался 30 ноября 1953 года.

## Основные работы
Автор 20 строительных сооружений в Харькове, многие считаются памятниками архитектуры.
- Торговая биржа, Харьков, площадь Конституции, 13 (1925—1926)[5]. Охранный № 34.
- Новый пассаж, Харьков (1925—1937) — не сохранился.
- Центральный универмаг, Харьков, площадь Павловская, 1/3 (1932)[6][7] — один из первых универмагов в Украине[8]. Охранный № 36.
- Дворец пионеров и октябрят, Харьков, ул. Сумская, 37 (руководитель группы архитекторов и художников, 1935) — первое детское учреждение подобного типа в стране и мире — не сохранилось.
- Вторая городская больница (1925—1927), Харьков, бывший Московский проспект, 197. Сейчас — проспект Героев Харькова. Охранный № 58. Соавтор Эстрович В. А.
- Жилой дом «Коммунар»[9] (1932), Харьков, улица Гиршмана, 17. Охранный № 13. Соавтор Богомолов В. И.
- Жилой дом артистов оперного театра, Киев, бывшая улица Пушкинская, 20 А.[10] (соавторы: Я. Штейнберг, О. Смык, С. Барзылович, Г. Благодатный, 1936—1939). В нём жили выдающиеся деятели сцены: в 1938—1965 гг. — З. М. Гайдай, в 1938—1966 гг. — М. И. Литвиненко-Вольгемут, в 1938—1947 гг. — Н. В. Смолич; в 1946—1968 гг. — художник А. В. Хвостенко-Хвостов.

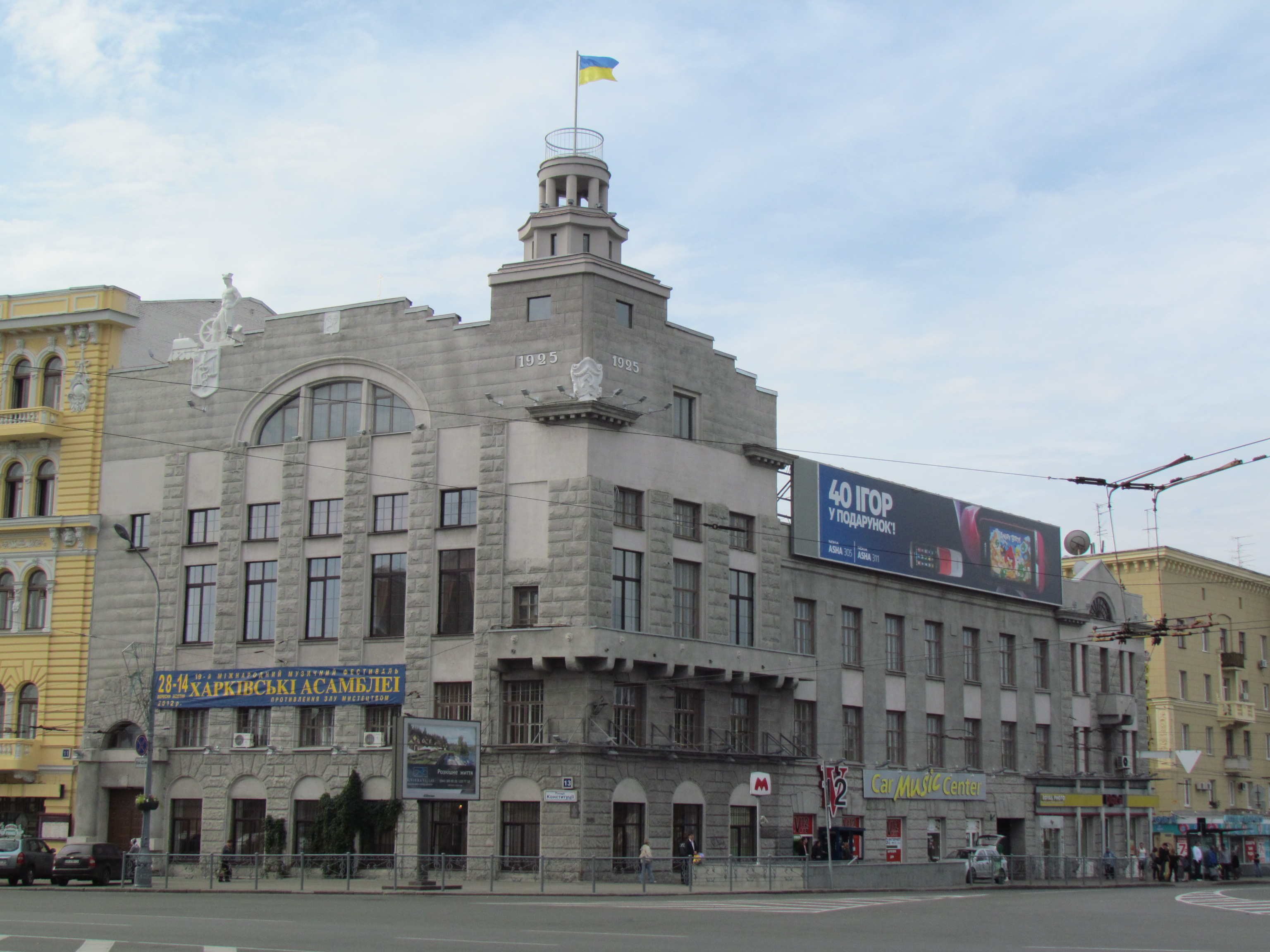
Торговая биржа. Харьков. 1926 г.
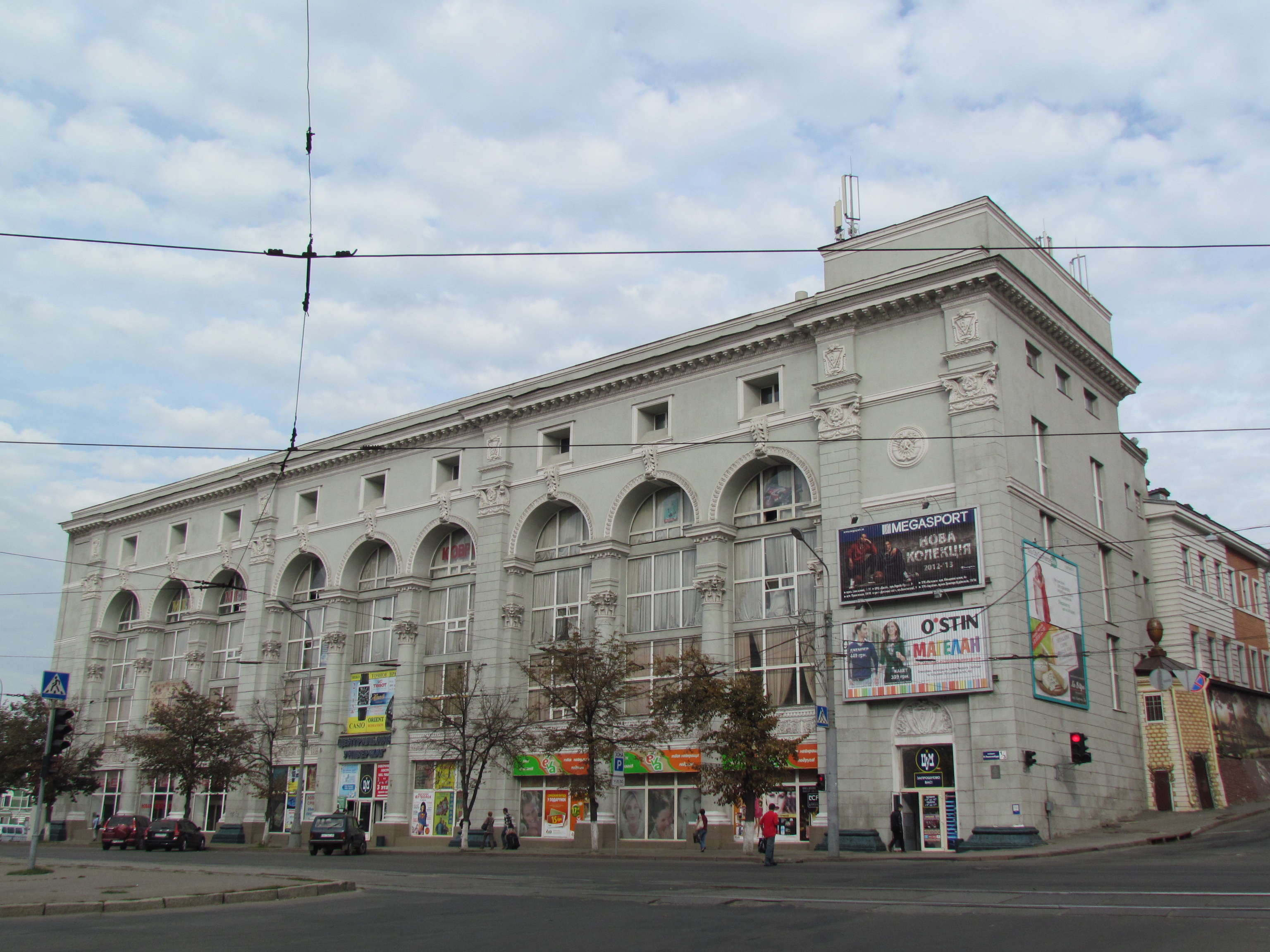
Центральный универмаг. Харьков. 1932 г.
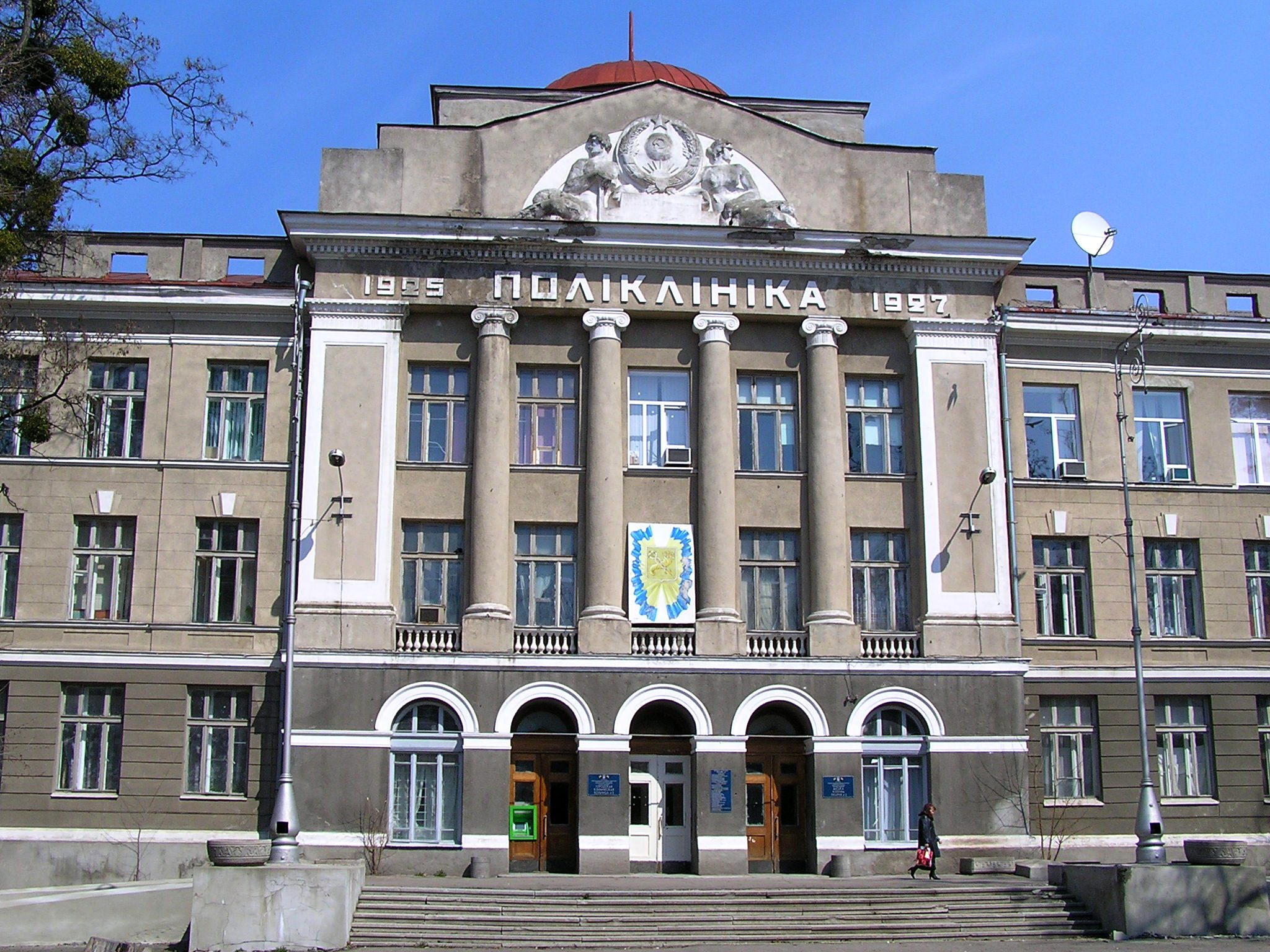
Вторая городская больница, Харьков. 1927 г.
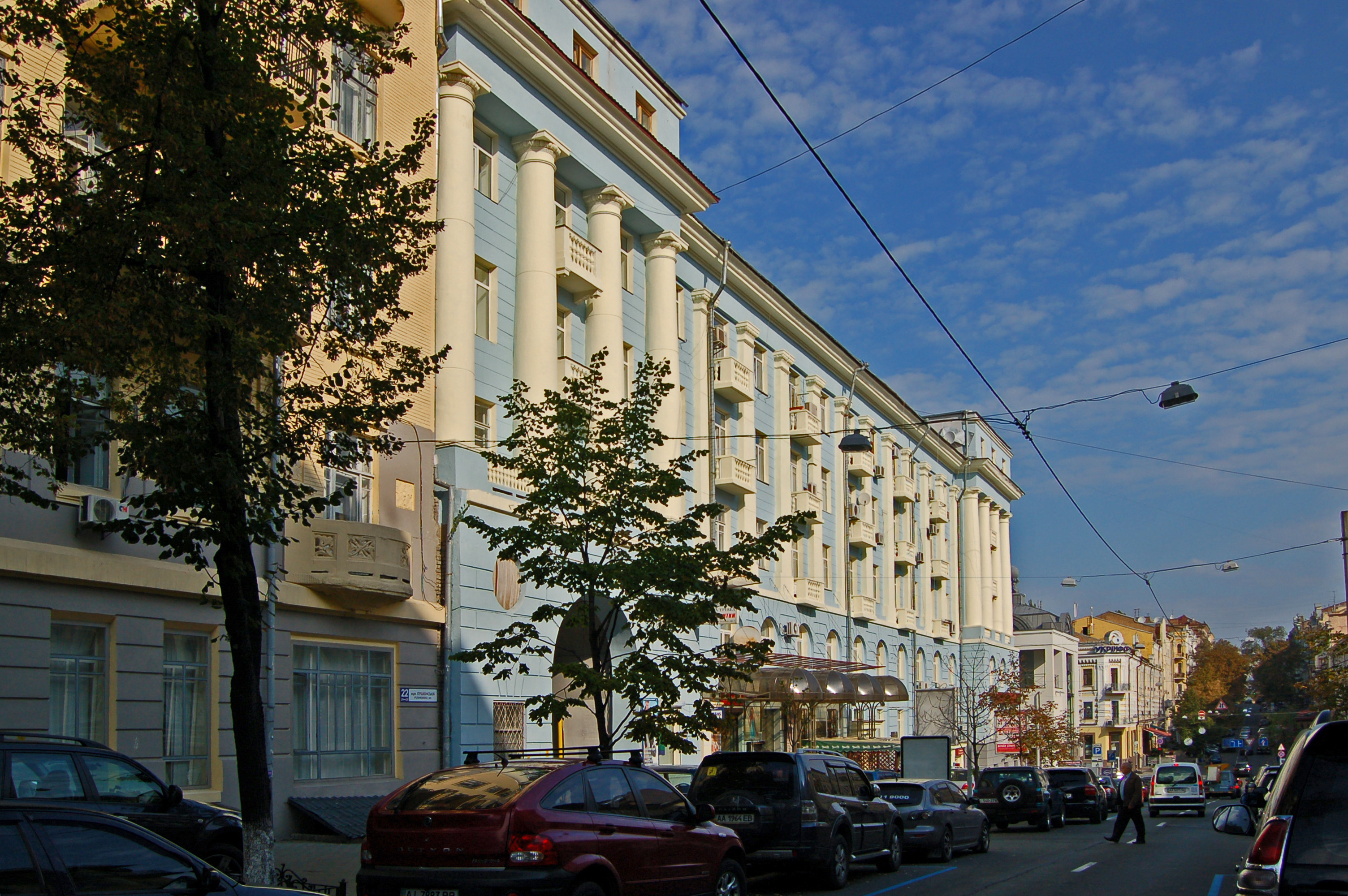
Дом жилых артистов оперного театра. Киев. 1938 г.
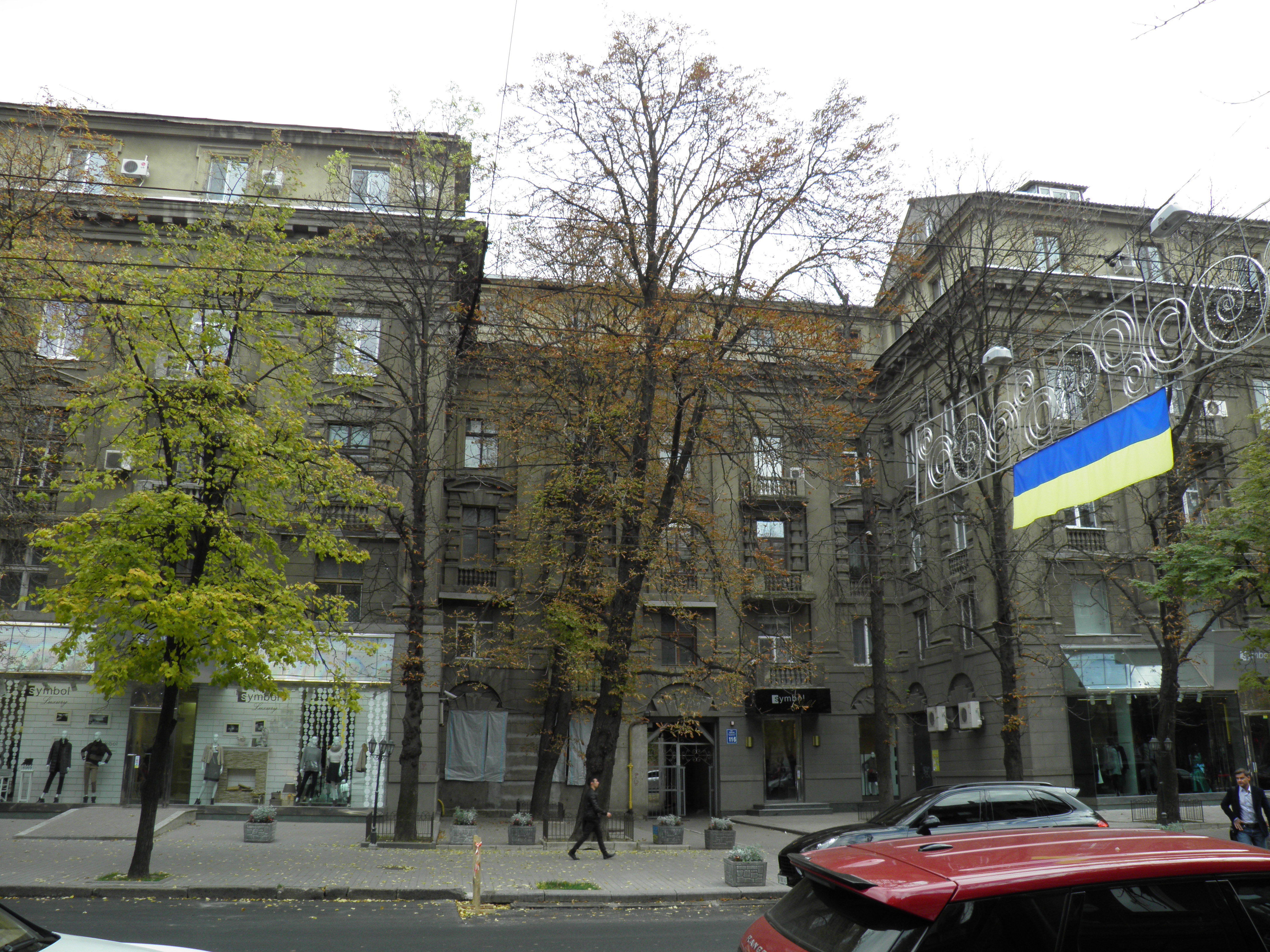
Жилой дом «Южсталь». Харьков. 1928 г.
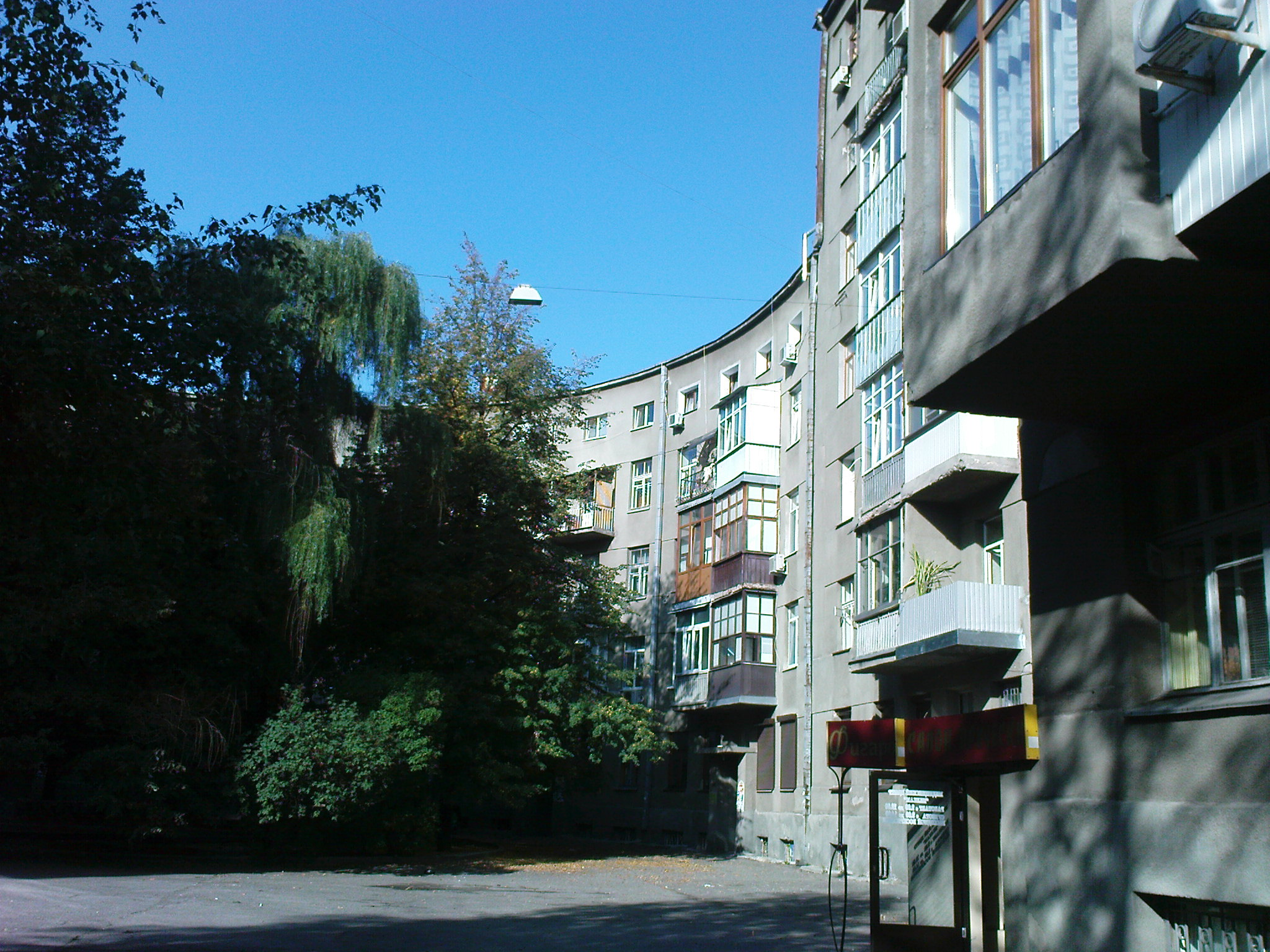
Жилой дом «Коммунар». Харьков.  1932 г.